# Jiaozuo
Jiaozuo, tidigare känt som Tsiaotso, är en stad på prefekturnivå i Henan-provinsen i centrala Kina. Den ligger omkring 62 kilometer nordväst om provinshuvudstaden Zhengzhou.

## Administrativ indelning
Jiaozuo är indelat i fyra stadsdistrikt, två städer på häradsnivå och fyra härad:
- Stadsdistriktet Jiefang (解放区)
- Stadsdistriktet Shanyang (山阳区)
- Stadsdistriktet Zhongzhan (中站区)
- Stadsdistriktet Macun (马村区)
- Staden Qinyang (沁阳市)
- Staden Mengzhou (孟州市)
- Häradet Xiuwu (修武县)
- Häradet Wuzhi (武陟县)
- Häradet Wen (温县)
- Häradet Bo'ai (博爱县)

## Klimat
Genomsnittlig årsnederbörd är 638 millimeter. Den regnigaste månaden är juli, med i genomsnitt 164 mm nederbörd, och den torraste är december, med 4 mm nederbörd.